# Mobilna aplikacija
Mobilna aplikacija ali app (izgovorjava ep) je programska oprema, zasnovana za delovanje na mobilnih napravah, kot so pametni telefoni, tablični računalnik ali ure. Mobilne aplikacije se pogosto razlikujejo od namiznih aplikacij, ki so zasnovane za delovanje na osebnih (namiznih) računalnikih, in spletnih aplikacij, ki se izvajajo v spletnih brskalnikih in ne neposredno na mobilni napravi, čeprav veliko mobilnih aplikacij za svoje delovanje zahteva dostop do interneta.
Mobilne aplikacije so bile prvotno na voljo za osnovna opravila. Danes so mobilne aplikacije razširjene tudi za opravila, ki so bila tradicionalno zajeta v namiznih programskih paketih. Aplikacije se običajno prenesejo iz trgovin z aplikacijami ali s pomočjo drugih platform za distribucijo digitalnih vsebin. 
Mobilne aplikacije so glede na svojo zasnovo običajno razvrščene v tri kategorije: nativne, hibridne ter spletne aplikacije. Nativne oz. lastne aplikacije so zasnovane posebej za mobilni operacijski sistem, običajno Android ali iOS. Spletne mobilne aplikacije so napisane z uporabo spletnih tehnologij, prilagojene za manjše ekrane in se običajno izvajajo v brskalniku. Hibridne aplikacije so prav zgrajene z uporabo spletnih tehnologij, kot so HTML5, JavaScript in CSS vendar tečejo v namenskem vsebniku in so običajno bolje integrirane v operacijski sistem.

## Pregled
Mobilne aplikacije so bile prvotno namenjene pomoči pri pogostih opravilih s pametnimi telefoni, kot so branje in pošiljanje e-pošte, upravljanje koledarja in zbirke stikov ter delo z vgrajeno kamero, vendar so se hitro razširile na druga področja: od najpreprostejših uporabnih programov kot npr. kalkulator in zabavnih aplikacij z eno samo funkcijo do programskih paketov z obsežno funkcionalnostjo, kot so pisarniške aplikacije, igre, zemljevidi, vodniki in druge lokacijske storitve, namenske aplikacije, npr. za spletno nakupovanje in sledenje naročilom, za spremljanje zdravja, ali posebnih aplikacij za emulacijo starejših naprav. obilne aplikacije za daljinsko upravljanje se vse pogosteje uporabljajo za daljinsko upravljanje drugih naprav, kot so fotoaparati, akcijske kamere ali kvadrokopterji, in pametnih domov. Nekatera podjetja ponujajo aplikacije kot alternativni način za dostavo vsebin z določenimi prednostmi pred uradnim spletnim mestom. V Aziji so priljubljene tudi t.i. super aplikacije, ki v eni mobilni aplikaciji združujejo več storitev (npr. WeChat).
Tako kot pri drugi programski opremi je zaradi razmaha in raznolikosti aplikacij odkrivanje le teh postalo izziv, kar je botrovalo nastanku širokega nabora gradiv s pregledi, primerjavami in priporočili aplikacij, vključno z blogi, revijami in namenskimi spletnimi storitvami za iskanje primernih aplikacij. Področje skušajo urejati in nadzorovati tudi vladne regulativne agencije, zlasti na področju medicinskih aplikacij. 
Zaradi vse večjega števila mobilnih aplikacij, ki so na voljo v trgovinah z aplikacijami, in izboljšanih zmogljivosti pametnih telefonov ljudje prenašajo več aplikacij v svoje naprave.  Raziskovalci so ugotovili, da je uporaba mobilnih aplikacij močno povezana z uporabniškim kontekstom in je odvisna od uporabnikove lokacije in ure v dnevu.  
Zaradi prekomerne uporabe mobilnih aplikacij prihaja tudi do pojava utrujenosti od aplikacij.  Glavni vzroki vključujejo preveliko število aplikacij, nenehna obvestila, tekmovanje za pozornost in tehnične težave. Posledice so zmanjšana uporaba aplikacij, večja selektivnost pri izbiri novih aplikacij in iskanje alternativnih načinov za upravljanje digitalnih življenj. Tudi zato se v zadnjem času razvoj mobilnih aplikacij usmerja tudi v pogovorne vmesnike, kjer interakcija primarno poteka jezikovno namesto prek prikazanega grafičnega vmesnika, pri čemer se posnema človeške pogovore. Obstajata dve glavni vrsti pogovornih vmesnikov: glasovni pomočniki (kot je Amazon Echo, Apple Siri, Google Assistant, Jandeks Alisa) in klepetalniki (kot je ChatGPT). 

## Distribucija
Večina mobilnih naprav ima prednameščenih več osnovnih aplikacij, kot so spletni brskalnik, e-poštni odjemalec, koledar, aplikacija za navigacijo in aplikacija za predvajanje digitalnih vsebin. Pogosto so vključene tudi sponzorske aplikacije. Nekatere prednameščene aplikacije je mogoče odstraniti z običajnim postopkom odstranitve in tako pustiti več prostora za shranjevanje želenih. Če programska oprema tega ne dovoljuje, se lahko nekatere naprave tudi odklene in pridobi poln dostop do sistema; pri čemer se pogosto izniči garancija.
Aplikacije, ki niso vnaprej nameščene, so običajno na voljo prek distribucijskih platform, imenovanih trgovine ali tržnice z aplikacijami. Te lahko upravlja bodisi razvijalec mobilnega operacijskega sistema (npr. Googlov Play Store na Androidu, Applov App Store na iOS, Microsoft Store za tablice s sistemom Windows in Xbox One), proizvajalec naprav (npr. Samsungov Galaxy Store in Huawei AppGallery) ali tretja stran (npr. Amazon Appstore in F-Droid).
Tržnice so bile uporabljene tudi na nekaterih sistemih, ki danes niso več razširjeni:
- Ovi oz. kasneje Nokia Store za naprave z operacijskima sistemoma Symbian in MeeGo,
- BlackBerry World za naprave z BlackBerry OS-om,
- Windows Phone Store za platformo Windows Phone.

Običajno se aplikacije neposredno prenesejo s platforme na ciljno napravo, včasih pa jih je mogoče prenesti na osebne računalnike. Aplikacije je mogoče namestiti tudi ročno, na primer z zagonom paketa .apk v napravah z operacijskim sistemom Android.
Nekatere aplikacije so brezplačne, druge pa se lahko uporablja le proti plačilu, ki je lahko enkratno ali pa v obliki naročnine. Nekatere aplikacije vključujejo tudi mikrotransakcije in/ali oglaševanje. Prihodki se običajno razdelijo med ponudnika aplikacije in trgovino z aplikacijami. Ista aplikacija ima zato lahko različne cene na različnih mobilnih platformah.

## Razvoj
Razvijanje aplikacij za mobilne naprave zahteva upoštevanje omejitev in funkcij teh naprav. Mobilne naprave delujejo na baterije in imajo pogosto manj zmogljive procesorje kot osebni računalniki, hkrati pa imajo tudi več dodatnih zmožnosti, kot so zaznavanje lokacije in uporaba vgrajene kamere in drugih senzorjev. Razvijalci morajo upoštevati tudi široko paleto velikosti zaslonov in drugih specifikacij strojne opreme ter verzij programske opreme.
Razvoj mobilnih aplikacij zahteva uporabo specializiranih integriranih razvojnih okolij. Mobilne aplikacije se najprej testirajo v razvojnem okolju z uporabo emulatorjev, nato pa se testirajo na dejanskih napravah. Emulatorji ponujajo enostaven način testiranja aplikacij, vendar pogosto ni moč zajeti vseh možnih težav, ki se lahko pojavijo na dejanskih napravah. Zato je testiranje na fizičnih napravah ključnega pomena za zagotavljanje kakovosti in stabilnosti aplikacij. Testiranje na dejanskih napravah omogoča odkrivanje težav, povezanih z različnimi strojno-programskimi konfiguracijami, omrežnimi pogoji in resnično uporabo, kar vodi k boljši uporabniški izkušnji in manjšemu številu napak v končnem izdelku.
Bistvenega pomena je tudi oblikovanje mobilnega uporabniškega vmesnika, ki mora upoštevati dejavnike kot so velikost zaslona, načini vnosa in mobilnost uporabnika. Oblikovanje mora upoštevati tudi kontekste uporabe, kot so lokacija in razpored uporabnikovih dejavnosti. Na splošno je cilj oblikovanja mobilnega uporabniškega vmesnika predvsem razumljiv, uporabniku prijazen vmesnik.
Poleg razvoja uporabniškega vmesnika, tj. dela na obličju (angl. front-end) razvoj mobilnih aplikacij pogosto vključuje tudi delo na zalednih sistemih (angl. back-end), ki se pogosto nanašajo na dostopanje in varnosti podatkov (avtentikacija in avtorizacija uporabnikov).